# Карагача
Карагача је новосадско насеље, смештено на сремској страни града, а административно припада Петроварадину. Положај простора и природне вредности овог локалитета допринели су да он последњих година буде интересантан не само за викенд-становање и подизање винограда и воћњака него и за породично становање. Изграђени породични стамбени објекти сконцентрисани су уз постојећу улицу Буковачки до у североисточном делу грађевинског рејона, у залеђу наведених објеката и уз Буковачки пут, али и у осталим деловима се у последњих двадесет година изградио значајан број стамбених објеката.

## Назив
Карагача је реч турског порекла (тур. karaağaç) и изворно значи брест.

## Историја
У северној зони овог простора документовани су остаци старих подземних тунела који припадају систему тунела Петроварадинске тврђаве. На источном и западном крају рекогносцирањем је потврђено постојање аустријских војничких ровова из периода битке на Везирцу. Уз Буковачки поток и у јужној зони овог локалитета рекогносцирањем су пронађени насеобински остаци из античког периода.

## Локација
Насеље се налази на падинама Фрушке горе. Карагача се граничи са северозапада државним путем I реда M-21 Нови Сад – Рума (Мишелук), са североистока локалним путем Нови Сад – Буковац (Везирац) и са југозапада планираном везом државног пута I реда M-21 са државним путем I реда M-22 (Буковац/Алибеговац).

## Саобраћај
Насеље је интегрисано у систем градског превоза линијом 9а која иде северозападном страном и линијом 64 која саобраћа до оближњег села Буковац.
Најзначајније улице су Карагача, Буковачки до, Буковачки пут и део Улице Рачког.

## Географија
Овај простор, поред нагнутог и брежуљкастог терена, карактеришу и два потока, Буковачки поток и Роков поток, који протичу са североисточне и северозападне стране овог подручја.

## Становништво
Већинско становништво на Карагачи су Срби, али у мањем броју има Русина, Хрвата, Мађара и Бугара. Већина становника се доселила у последњих двадесет година, а одредиште је миграција из готово свих крајева бивше Југославије.

## Земљиште
На основу утврђеног геолошког састава терена површински слојеви испитиваног подручја претежно су састављени од леса макропорозне структуре и различите дебљине лесног покривача.

## План уређења
Генерални урбанистички план који детаљно регулише намену простора је донет 2007. године. Највећу површину обухвата простор намењен породичном становању. Подручје породичног становања представља знатан потенцијал за развој различитих активности које се могу обављати у оквиру објеката или на парцелама. Пословни садржаји би требало да буду у функцији становања, а пре свега они који захтевају већи степен заштите животне средине.